# Serge Urbany
Pour les articles homonymes, voir Urbany.
Serge Urbany est un avocat et homme politique luxembourgeois.

## Biographie
Né le 13 février 1952, Serge Urbany est avocat de profession.
Il est membre de la Chambre des députés de 2013 à 2016, date à laquelle il est remplacé par Marc Baum.